# Jakob Tegenrot
Jakob Wijk Tegenrot, född 1992 i Malmö är en professionell volleybollspelare.
Jakob Wijk Tegenrot inledde sin karriär i moderklubben KFUM Malmö Volley. Som 15-åring började han på Volleybollgymnasiet i Falköping. Andra året i Falköping så gick klubben upp i elitserien. Tredje året så blev Jakob framröstad som "Årets Nykomling" i Elitserien.
Efter gymnasietiden så skrev Jakob Wijk Tegenrot på ett kontrakt med belgiska laget VC Menen. Första året i klubben så spelade de i CEV Challenge Cup där de tog sig till semifinal. 2010 började han spela för det svenska landslaget där han 2019 spelat 21 A-landskamper. Som beachvolleyspelare blev han tillsammans med Hampus Randen femma vid U20-EM i beachvolley 2010. 
Jakob Wijk Tegenrot spelade säsongen 2013/2014 för Linköpings VC. Mellan 2014 och 2019 spelade han i Örkelljunga VK. Därefter följde två säsonger i Hylte/Halmstad VBK. Sedan 2021 spelar han med Floby VK.